# Carcelia lucidula
Carcelia lucidula är en tvåvingeart som beskrevs av Villeneuve 1941. Carcelia lucidula ingår i släktet Carcelia och familjen parasitflugor.
Artens utbredningsområde är Kongo. Inga underarter finns listade i Catalogue of Life.